# لیسا نیمی
لیسا نیمی سوویزی (انگلیسی: Lisa Niemi Swayze؛ زادهٔ ۲۶ مهٔ ۱۹۵۶) هنرپیشه، کارگردان، طراح رقص و رقصنده اهل ایالات متحده آمریکا است. وی از سال ۱۹۷۵ میلادی تاکنون مشغول فعالیت بوده‌است.
از فیلم‌های او می‌توان به بازی در سپیده‌دم فولادین و آخرین رقص اشاره کرد.